# 佐竹なな
一二 なな（つまびら なな、1987年3月27日 - ）は、日本のグラビアアイドル、モデル。株式会社4C→株式会社H2Oを経て、アンビエント エンターテイメント所属後フリーに転身。パリでYSE Model Agent所属経験を経て、2014年㈱ディサイファに所属。
芸能プロダクションのYScompany代表として独立。旧芸名は相原 なな（あいはら なな）、佐竹 なな（さたけ　なな）。

## 略歴
山形県立山形西高等学校卒業。18歳のとき表参道でスカウトされ芸能界入り。当初はアキバ系アイドルとして、歩行者天国などで人気を集める。
現在はモデル業や女優業を退き経営に力を注いでいる。

## 人物・エピソード
- 趣味はガンダム。ガンダムアイドルとして日々勉強中。宇宙世紀をこよなく愛し、ジオン公国軍のモビルスーツ、特にツィマット社のモビルスーツをこよなく愛す。尊敬してる人は、ランバ・ラル。大ファンのモンテディオ山形の選手や監督をモビルスーツに例えたりしている。
- 好きなゲームは、『機動戦士ガンダム 戦場の絆』、『ドラゴンクエスト』。『機動戦士ガンダム 戦場の絆』の大会で準優勝する成績を残した。
- 特技はピアノ、料理。
- 3歳よりピアノを習い始める。得意曲はヴィヴァルディの「春」。
- 高校時代の得意科目は生物。
- 大学時代はバドミントンサークルに所属し、家庭教師のアルバイトなどをしていた。
- スカウトされて芸能界入りするまで、公務員試験の受験を検討していた。
- ピカチュウのぬいぐるみやガンダムのフィギュアなどを愛玩している。
- 一人で松屋や吉野家などに行く一面もある。
- ギャル雑誌SGモデルとしても活躍。
- 7歳下の妹がいる[2]。
- Jリーグに所属するモンテディオ山形の熱狂的サポーターであり私設応援団に所属しホーム、アウェイ問わずほぼ毎試合現地応援している。

## テレビ番組
- 新春スペシャル ホメられてピカルくん
- 部屋コン!
- ウタワラ
- リアルクローズ
- WOWOW　ルパンの消息
- 矢島美容室PV
- エンタ!371

## その他
- お台場等身大ガンダム1日店長
- 渋谷コレクション2008
- SGナイト
- バルドラール浦安2011イメージガール

## 雑誌
- FYTTE
- ダイエット革命
- 月刊水球
- 週刊女性
- Cawaii
- じゃらん
- HIP&LIP
- 月刊cream
- ゲームラボ
- ブブカ
- スーパー写真塾
- ナックルズEX
- SG
- Uni-t
- 週刊プレイボーイ
- フライデー

## 写真集
- 菜七々
- Sweet Dreams
- オンリーワン写真集
- AQUA
- 桃っ子ティーンズ モデル志望の女の子 相原なな パート2 BEST
- 完熟美少女 相原なな
- 桃っ子ティーンズ モデル志望の女の子 相原なな パート2 チアガール編
- 桃っ子ティーンズ モデル志望の女の子 相原なな 私服編

## DVD
- ナナマニア